# Groch

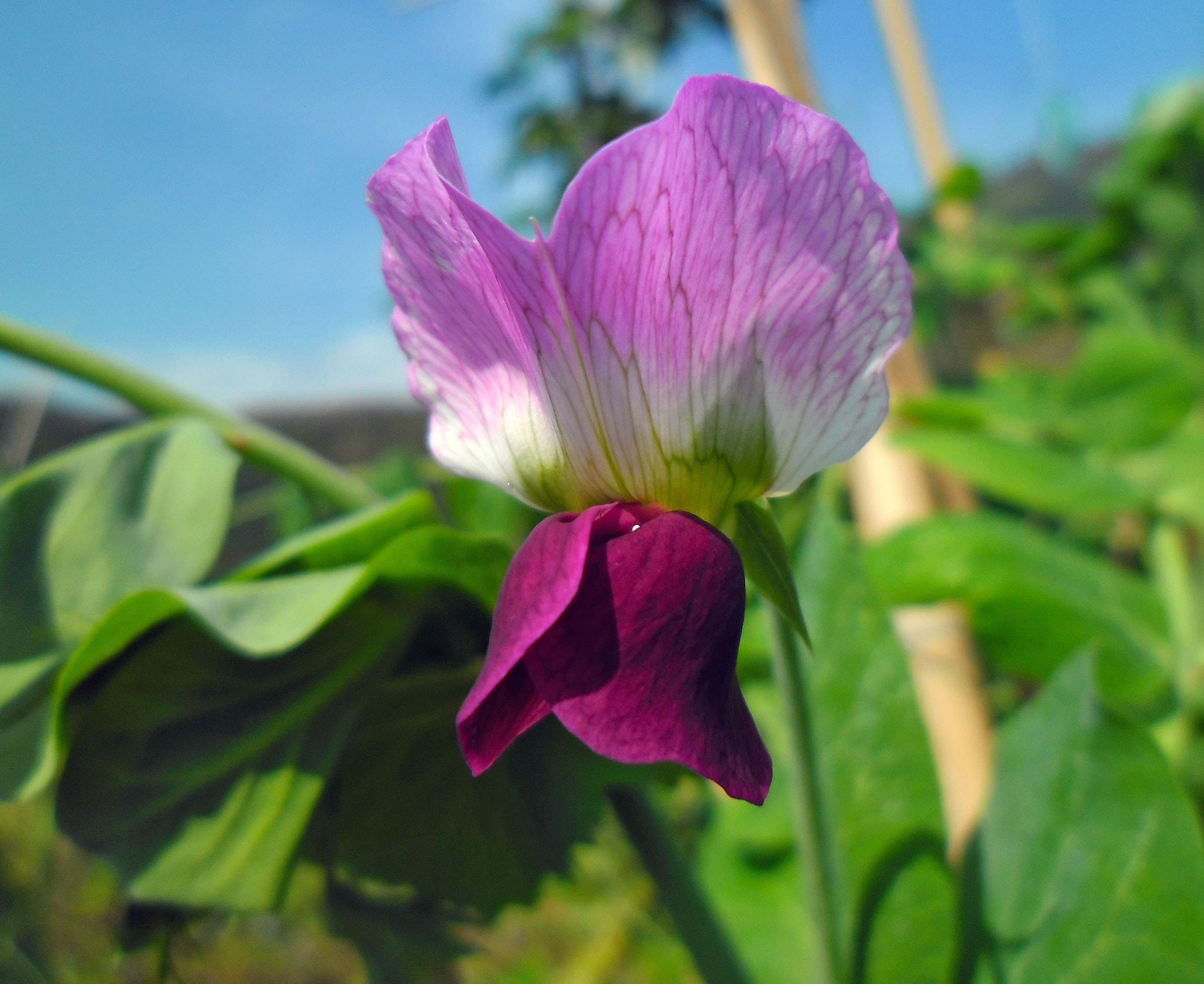
Kwiat grochu zwyczajnego

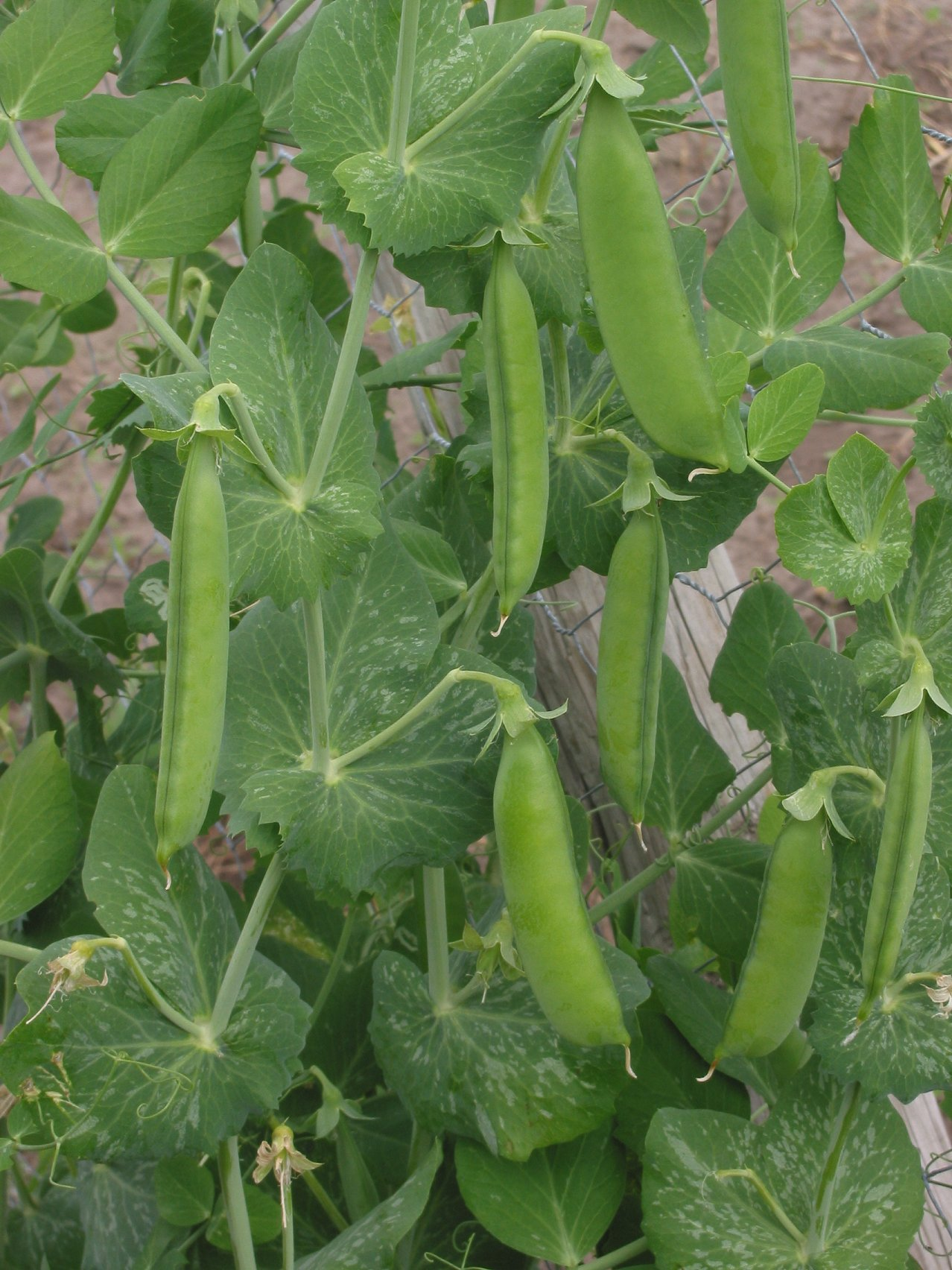
Strąki grochu zwyczajnego

Groch   (Pisum L.) – rodzaj roślin jednorocznych z rodziny bobowatych. Obejmuje według różnych źródeł od 2 do 7 gatunków. Ze względu na zagnieżdżenie w obrębie rodzaju groszek Lathyrus bywa do niego włączany. 
Zaliczane tu tradycyjnie gatunki w stanie dzikim rosną one w Azji południowo-zachodniej, pomiędzy zachodnią Turcją, północnym Egiptem i północno-zachodnim Iranem. We florze Polski występuje tylko groch zwyczajny – zarówno jako dziko rosnący antropofit (podgatunek polny grochu zwyczajnego P. sativum subsp. arvense), jak i roślina uprawna (groch zwyczajny typowy P. sativum L. subsp. sativum). Przedstawiciele rodzaju występują w naturze w miejscach skalistych, na przydrożach, w winnicach, na terenach ruderalnych. Nasiona grochu zwyczajnego są jadalne i znane są ze znalezisk w osadach ludzkich sprzed 7 tysięcy lat p.n.e. Gatunek jest rozpowszechniony w uprawie na całym świecie w strefie umiarkowanej, wyhodowano jego liczne odmiany. Na grochu zwyczajnym prekursor genetyki – Gregor Mendel – prowadził fundamentalne badania nad dziedziczeniem. Ich efektem było odkrycie tzw. praw Mendla.

## Morfologia
PokrójPnące rośliny jednoroczne, osiągające do 2 m wysokości. Wyhodowano także odmiany płożące. Łodyga zwykle jest nieoskrzydlona i naga.
LiścieParzysto pierzaściezłożone, z 2–6 owalnymi lub jajowatymi listkami, całobrzegimi lub nieco ząbkowanymi. Oś liścia na końcu wykształcona jako wąs czepny służący do przyczepiania się do podpór. Liście wsparte są okazałymi (do 10 cm długości), sercowatymi i liściokształtnymi przylistkami.
KwiatyMotylkowe, wyrastają pojedynczo lub po kilka (do 3). Działki kielicha w liczbie 5 są zrośnięte i nieco liściokształtne. Płatki korony żółte, białe, czerwone lub różowe. Mają różną budowę. Dwa dolne płatki tworzą tzw. łódeczkę, dwa boczne zaokrąglone skrzydełka, a piąty wzniesiony jest do góry, tworząc żagielek. Żagielek może być szeroko rozpostarty lub z brzegami podwiniętymi. Wewnątrz kwiatu, a ściślej w łódeczce, znajduje się jeden słupek z jedną, górną zalążnią zawierającą od 2 do 8 zalążków oraz 10 pręcików, z których dziewięć zrośniętych jest nitkami, tworząc rurkę, jeden pręcik zaś jest wolny.
OwoceCylindryczne strąki, zawierają kilka kulistych nasion.

## Systematyka
Rodzaj tradycyjnie wyodrębniany w plemieniu Fabeae podrodzinie bobowatych właściwych Faboideae w rodzinie bobowatych Fabaceae. Z analiz molekularnych wynika jednak, że jest zagnieżdżony w obrębie rodzaju groszek (Lathyrus), tworząc klad wspólnie z gatunkami L. gloeosperma, L. neurolobus i L. nissolia. W efekcie w nowych ujęciach systematycznych gatunki tu tradycyjnie zaliczane są włączane do rodzaju Lathyrus.
Wykaz gatunków
Pierwsza z nazw naukowych w tradycyjnym ujęciu wyróżniającym rodzaj Pisum, na drugim nazwa naukowa po włączeniu tych gatunków do rodzaju groszek Lathyrus:
- Pisum abyssinicum A.Braun ≡ Lathyrus oleraceus Lam.
- Pisum ensifolium (Lapeyr.) E.H.L. Krause ≡ Lathyrus bauhini P.A.Genty
- Pisum fulvum Sibthorp & Sm. ≡ Lathyrus fulvus (Sm.) Kosterin
- Pisum heterophyllum (L.) E.H.L. Krause ≡ Lathyrus heterophyllus L. – groszek różnolistny
- Pisum hirsutum (L.) E.H.L. Krause ≡ Lathyrus hirsutus L. – groszek kosmatostrąkowy
- Pisum pumilio (Meikle) Greuter ≡ Lathyrus oleraceus Lam.
- Pisum sativum L. ≡ Lathyrus oleraceus Lam. – groch zwyczajny